# これからの麺カタコッテリの話をしよう
「これからの麺カタコッテリの話をしよう」（これからのめんカタコッテリのはなしをしよう）は、日本のロックバンド・マキシマム ザ ホルモンの作品。2018年11月28日にワーナーミュージック・ジャパンより発刊された。

## 解説
前作「グレイテスト・ザ・ヒッツ 2011〜2011」以来、約7年半ぶりとなるシングル的作品。2,292（痛風苦痛）円にて販売。
本作は、「読み切り漫画+新作CD」の書籍として発刊。『コロコロアニキ』連載の漫画「マキシマムザ亮君の必殺!!アウトサイダー広告代理人」（監修・脚本：マキシマムザ亮君、作画：藤異秀明）を収録している。
2018年9月18日に、「拝啓VAP殿」のミュージック・ビデオをYouTubeにて公開し、このMVのラストで、ワーナーミュージック・ジャパンへの移籍と、新作を11月頃に発刊する事を告知。11月1日に詳細が発表され、同月25日にミュージック・ビデオ第2弾「maximum the hormone II ～これからの麺カタコッテリの話をしよう～」をYouTubeにて公開した。
2019年3月14日から放送されている日清食品「日清焼そばU.F.O.」のTVCMでは「maximum the hormone II ～これからの麺カタコッテリの話をしよう～」の替え歌が使用されている。TVCMでの歌唱はバーチャルYouTuberの輝夜月が担当。

## 記録
オリコン週間BOOKランキング・エッセイジャンルで1位、総合部門で2位を獲得した。アーティストがこの部門で1位を獲得したのは異例で、緊急重版により17万部を出荷した。

## 収録曲
- 全作詞・作曲：マキシマムザ亮君 / 編曲：マキシマム ザ ホルモン

1. maximum the hormone II ～これからの麺カタコッテリの話をしよう～
表題曲。MVも制作されており、2011年に発表された楽曲「maximum the hormone」のMVのセルフオマージュのような演出が所々でされている。
マキシマムザ亮君は活動初期より肥満体型がトレードマークだったが生活習慣病治療の一環のダイエットによって2015年に大幅に痩せており、本楽曲は亮君のパブリックイメージが崩れたことに対して寄せられた批判へのアンサーソングとなっている[12]。
2. G'old～en～Guy
サビのボーカルはナヲが担当している。
タイトルは新宿ゴールデン街とL'Arc〜en〜Cielをかけたものである。
3. 肺脂西班牙〈we're the 俺〉
2005年に発売されたアルバム『ロッキンポ殺し』収録楽曲の「ハイヤニ・スペイン」のセルフカバー。原曲ではレギュラーだったチューニングがドロップCへ下げられており、アレンジも改変されている。
2017年に行われた「耳噛じる真打TOUR」から本アレンジで演奏されており、今作で音源化となった。
4. 拝啓VAP殿
ダイスケはんのヘルニアによるバンドのライブ活動休止が発表された翌日に今楽曲のMVが公開された。
ダイスケはんの体調を考慮し、デスボイスとヘドバンを封印したポップパンク調の楽曲となっており、A,Bメロをマキシマムザ亮君と上ちゃん、サビをナヲが担当している。
タイトルはセックス・ピストルズの楽曲「拝啓EMI殿」のオマージュである。
5. G'old～en～Guy(劇場版アニメ予告編ver)(BONUS TRACK)

## クレジット
- Programming（M2,4）：テラ（ミミカジルマネージャー）
- 「I'll be VAP?」Voice（M4）：テラ
- Disco Programming（M1）：H.Fujisawa
- Chiptune Programming（M1）：上原 太
- Guest DJ（M2）：DJ Kawa（川北亮）
- Voice Actor（M5）：熊本 奈緒（旧姓 川北）、津田 大輔